# Bazylia (województwo łódzkie)
Bazylia – kolonia w Polsce położona w województwie łódzkim, w powiecie łęczyckim, w gminie Łęczyca.
W latach 1975–1998 miejscowość administracyjnie należała do województwa płockiego.